# 松井隆幸
松井 隆幸（まつい たかゆき、1958年2月4日 - ）は、会計学者。青山学院大学大学院会計プロフェッション研究科長・教授、NECネッツエスアイ社外取締役を経て、現在、金融庁公認会計士・監査審査会会長。専門分野は監査論で、その中でも特に、内部監査をテーマとしている。

## 略歴
- 1958年：愛媛県生まれ
- 1980年：千葉大学人文学部法経学科卒業
- 1982年：中央大学大学院商学研究科商学専攻博士前期課程修了
- 1985年：同大学大学院商学研究科博士後期課程満期退学。拓殖大学商学部助手
- 1986年：拓殖大学商学部専任講師
- 1989年：同大学商学部助教授
- 1997年：同大学商学部教授
- 2001年：同大学大学院商学研究科教授
- 2005年：青山学院大学大学院会計プロフェッション研究科教授
- 2008年：NECネッツエスアイ取締役就任[3]
- 2015年：青山学院大学大学院会計プロフェッション研究科長
- 2016年：金融庁公認会計士・監査審査会委員（常勤）
- 2022年：金融庁公認会計士・監査審査会会長に就任

## 著作
- 『内部監査』（2011/8）

## 受賞
- 青木賞（内部監査優秀論文賞、2001/09）
- 拓殖大学総長表彰（2001/11）